# Torymus maculipennis
Torymus maculipennis är en stekelart som först beskrevs av Cameron 1884.  Torymus maculipennis ingår i släktet Torymus och familjen gallglanssteklar. Inga underarter finns listade i Catalogue of Life.